# Rpety
Rpety (deutsch Erpet) ist eine Gemeinde in Tschechien. Sie liegt drei Kilometer südöstlich von Hořovice und gehört zum Okres Beroun.

## Geographie
Das vom Podlužský potok durchflossenen Dorf befindet sich nördlich des Brdywaldes am nordöstlichen Rande des Truppenübungsplatzes Brdy. Im Südosten erhebt sich der Ostrý (538 m), hinter dem die Litavka in einen tief eingeschnittenen Tal aus dem Brdy heraustritt.
Nachbarorte sind Tihava und Netolice im Norden, Lochovice und Obora im Nordosten, Lhotka im Osten, Rejkovice im Südosten, Felbabka im Süden, Podluhy im Südwesten, Dražovka im Westen sowie Hořovice im Nordwesten.

## Geschichte
Erstmals erwähnt wurde Rpety im Zuge der Stiftung des Klosters Kladruby durch Vladislav I. Da sich die Gründungsurkunde des Klosters von 1115 als nachträgliches Falsifikat aus dem Ende des 12. Jahrhunderts erwiesen hat, datiert die erste urkundliche Erwähnung des Dorfes aus dem Jahre 1186.
Nach einer im 14. Jahrhundert erfolgten Teilung des Ortes gehörte ein Anteil bis 1436 zu Příbram und der andere zu Komárov. Der frühere Příbramer Anteil gelangte 1520 zur Herrschaft Jince und im 17. Jahrhundert zur Herrschaft Hořovice. Außerdem gehörten noch fünf Höfe seit dem Ende des 16. Jahrhunderts zu den Herrschaften Točník bzw. dem Kloster der Hl. Benigna bei Zaječov.
Im Jahre 1707 bekleidete mit Rozina Wischtejnová eine Frau das Richteramt im Ort. 18. und 19. Jahrhundert erfolgte der Abbau von Eisenerz am Ostrý. Die Schächte erreichten eine Teufe von ca. 100 m und die Stolln wurden etwa 700 m in den Berg getrieben. Obwohl viele der Bewohner für die Bergwerke tätig waren, wurde Rpety keine Bergsiedlung, sondern bewahrte ihren landwirtschaftlichen Charakter. Daneben ernährten sich die Einwohner auch von der Holzfällerei und Köhlerei für den Bedarf der Eisenhütten. In Heimarbeit wurden Gegenstände aus Eisen gefertigt, insbesondere das Zweckenschmiedehandwerk war verbreitet.
Nach der Ablösung der Patrimonialherrschaften wurde Rpety mit dem Ortsteil Felbabka 1850 zur selbständigen Gemeinde im Prager Kreis.
1910 hatte Rpety 492 Einwohner, und im Jahr 1921 lebten in den 80 Häusern des Dorfes exakt dieselbe Anzahl von Menschen. Der frühere Ortsteil Felbabka erlangte 1954 die Selbständigkeit.

## Sehenswürdigkeiten
- Berg Ostrý mit Resten einer mittelalterlichen Burganlage und Eisenerzbergwerken
- kleine Kapelle am Dorfplatz